# Plusquellec
Plusquellec är en kommun i departementet Côtes-d'Armor i regionen Bretagne i nordvästra Frankrike. Kommunen ligger i kantonen Callac som tillhör arrondissementet Guingamp. År 2022 hade Plusquellec 557 invånare.

## Befolkningsutveckling
Antalet invånare i kommunen Plusquellec
Referens:INSEE